# Quận Niagara, New York
Quận Niagara (tiếng Anh: Niagara County) là một quận trong tiểu bang New York, Hoa Kỳ. Quận lỵ là thành phố Lockport 6. Theo điều tra dân số năm 2000 của Cục điều tra dân số Hoa Kỳ, quận này có dân số 219846 người 2.